# Ariadna caparao
Espèce
Ariadna caparao est une espèce d'araignées aranéomorphes de la famille des Segestriidae.

## Distribution
Cette espèce est endémique du Brésil. Elle se rencontre au  Minas Gerais et au Espírito Santo.

## Description
Le mâle holotype mesure 5,6 mm et la femelle paratype 8,44 mm, les mâles mesurent de 5,6 à 7,52 mm et les femelles de 7,84 à 10,2 mm.

## Étymologie
Son nom d'espèce lui a été donné en référence au lieu de sa découverte, le parc national du Caparaó.

## Publication originale
- Giroti & Brescovit, 2018 : The taxonomy of the American Ariadna Audouin (Araneae: Synspermiata: Segestriidae). Zootaxa, no 4400(1), p. 1-114.